# Parexarnis paralia
Parexarnis paralia är en fjärilsart som beskrevs av Corti och Max Wilhelm Karl Draudt 1933. Parexarnis paralia ingår i släktet Parexarnis och familjen nattflyn. Inga underarter finns listade i Catalogue of Life.